# Бжезіни (Підляське воєводство)
Бжезіни (пол. Brzeziny) — село в Польщі, у гміні Тшцянне Монецького повіту Підляського воєводства.
Населення — 229 осіб (2011).
У 1975-1998 роках село належало до Ломжинського воєводства.

## Демографія
Демографічна структура станом на 31 березня 2011 року:
|          | Загалом | Допрацездатний вік | Працездатний вік | Постпрацездатний вік |
| -------- | ------- | ------------------ | ---------------- | -------------------- |
| Чоловіки | 111     | 11                 | 74               | 26                   |
| Жінки    | 118     | 21                 | 48               | 49                   |
| Разом    | 229     | 32                 | 122              | 75                   |